# Peter Five Eight
Pour plus de détails, voir Fiche technique et Distribution.
Peter Five Eight ou Pierre Cinq Huit au Québec est un film américain réalisé par Michael Zaiko Hall et sorti en 2024.

## Synopsis
Sam est un agent immobilier travaillant dans une communauté montagnarde. Respecté et tout à faire normal en apparences, il est en réalité un alcoolique cachant un terrible secret. Peter, un tueur à gages méthodique, est engagé pour le tuer. Peter va par ailleurs se servir de Brenda, pour obtenir des informations à la demande de son mystérieux employeur, M. Lock,.

## Fiche technique
Sauf indication contraire, les informations mentionnées dans cette section peuvent être confirmées par la base de données cinématographiques IMDb,  présente dans la section « Liens externes ».
- Titre original : Peter Five Eight
- Titre québécois : Pierre Cinq Huit
- Réalisation et scénario : Michael Zaiko Hall
- Musique : Harvey Davis
- Décors : Paige Smith
- Costumes : N/A
- Photographie : Eric Liberacki
- Montage : Nigel Galt
- Production : Chavez Fred, Michael Zaiko Hall, Jet Jandreau et John Lerchen

Producteurs associés :  Mason Cooper, Nicolas T. Silva et John Wood Jr.
- Sociétés de production : Ascent Films, Mad Honey Productions, LTD Films et Forever Safe Productions
- Société de distribution : Invincible Entertainment (États-Unis)
- Budget : N/A
- Pays de production :  États-Unis
- Langue originale : anglais
- Format : couleur
- Genre : thriller, action
- Dates de sortie[4] :
  - États-Unis, Canada : 22 mars 2024

## Distribution
- Kevin Spacey : Peter
- Rebecca De Mornay : Brenda
- Jet Jandreau : Sam
- Jake Weber : M. Lock

## Production
Le tournage a lieu dans le comté de Siskiyou en Californie en septembre 2021.

## Sortie et accueil
Il est révélé que le film est achevé en mai 2022 et qu'il sera présenté aux distributeurs au marché du film de Cannes. En raison des problèmes judiciaires de Kevin Spacey, il tarde à sortir. Il sera finalement distribué sur le sol américain dès le 22 mars 2024. Le film marque le retour de Kevin Spacey dans un rôle majeur, après ses démêlés judiciaires débutés en 2017.